# Équipe d'Argentine de football à la Copa América 1921
L'équipe d'Argentine de football participe à sa 5e Copa América lors de l'édition 1921 qui se tient à Buenos Aires en Argentine du 2 au 30 octobre 1921. L'Argentine, après un parcours parfait à domicile (3 matchs, 3 victoires, 0 but encaissé), remporte son premier titre officiel de championne d'Amérique du Sud.

## Résultats

### Classement final
Les quatre équipes participantes sont réunies au sein d'une poule unique où chaque formation rencontre une fois ses adversaires. À l'issue des rencontres, l'équipe classée première remporte la compétition.
|   | Équipe    | Pts | J | G | N | P | BP | BC | Diff |
| - | --------- | --- | - | - | - | - | -- | -- | ---- |
| 1 | Argentine | 6   | 3 | 3 | 0 | 0 | 5  | 0  | +5   |
| 2 | Brésil    | 2   | 3 | 1 | 0 | 2 | 4  | 3  | +1   |
| 3 | Uruguay   | 2   | 3 | 1 | 0 | 2 | 3  | 4  | -1   |
| 4 | Paraguay  | 2   | 3 | 1 | 0 | 2 | 2  | 7  | -5   |

| 2 octobre  | Argentine | 1 | 0 | Brésil   |
| 16 octobre | Argentine | 3 | 0 | Paraguay |
| 30 octobre | Argentine | 1 | 0 | Uruguay  |

### Matchs
| 2 octobre 1921                                                                                           | Argentine     | 1 – 0                                                                                             | Brésil | Sportivo Barracas (Buenos Aires)                   |                                                    |
| | Libonatti 27e | (1 - 0)                                                                                           |        | Spectateurs : 20 000 Arbitrage : Ricardo Vallarino | Spectateurs : 20 000 Arbitrage : Ricardo Vallarino |
| Tesoriere - Celli, Bearzotti - López, Dellavalle, Solari - Calomino, Libonatti, Sosa, Echeverría, Chavín | Équipes       | Kuntz - Telefone, Barata - Laís, Alfredinho, Dino I - Zezé I, Candiota, Nonô, Machado, Orlandinho |        | Spectateurs : 20 000 Arbitrage : Ricardo Vallarino | Spectateurs : 20 000 Arbitrage : Ricardo Vallarino |

| 16 octobre 1921                                                                                                | Argentine                                    | 3 – 0 | Paraguay | Sportivo Barracas (Buenos Aires)                   |                                                    |
| | Libonatti 1re · Saruppo 71e · Echeverría 76e | (1 - 0)                                                                                                  |          | Spectateurs : 25 000 Arbitrage : Ricardo Vallarino | Spectateurs : 25 000 Arbitrage : Ricardo Vallarino |
| Tesoriere - Celli, Bearzotti - Presta, Dellavalle, Solari - Calomino, Libonatti, Saruppo, Echeverría, González | Équipes                                      | Radice - Paredes, González - Delgado, Fleitas Solich, Benítez Casco - Schaerer, Lima, López, Rivas, Vera |          | Spectateurs : 25 000 Arbitrage : Ricardo Vallarino | Spectateurs : 25 000 Arbitrage : Ricardo Vallarino |

| 30 octobre 1921                                                                                               | Argentine     | 1 – 0 | Uruguay | Sportivo Barracas (Buenos Aires)              |                                               |
| | Libonatti 57e | (0 - 0) |         | Spectateurs : 35 000 Arbitrage : Pedro Santos | Spectateurs : 35 000 Arbitrage : Pedro Santos |
| Tesoriere - Celli, Bearzotti - López, Dellavalle, Solari - Calomino, Libonatti, Saruppo, Echeverría, González | Équipes       | Beloutas - Benincasa, Foglino - Broncini, Zibechi, Molinari - Somma, Casanello, Piendibene, Romano, Cámpolo |         | Spectateurs : 35 000 Arbitrage : Pedro Santos | Spectateurs : 35 000 Arbitrage : Pedro Santos |

| Copa América 1921 - Vainqueur Argentine 1er titre |